# Двама приятели и язовец
„Двама приятели и язовец“ (на норвежки: Knutsen & Ludvigsen og den fæle Rasputin) е норвежка компютърна анимация от 2015 г. на режисьорите Расмус Андре Сиверстен и Рун Спанс, а сценарият е на Томас Молдестад и Ёйстейн Долмен. Тусън и Лудиуд се озвучават съответно от норвежките актьори Джон Бръгнот и Херман Сабадо. Те са вдъхновени от музикалния дует Knutsen & Ludvigsens, където членове са Ёйстейн Долмен и Густав Лоренцен, където героите са техните алтер его.
Премиерата на филма излиза по кината в Норвегия на 25 септември 2015 г. и е последван с продължение – „Двама приятели и язовец: Великият голям звяр“ (2020).

## Актьорски състав
- Джон Бръгнот – Тусън
- Херман Сабадо – Лудиуд
- Сири Нилсен – Аманда
- Франк Кьосас – Распутин
- Фин Шау – Гревлинген
- Бярт Хелмеланд
- Сондре Лерче – Рорет
- Тронд-Виго Торгерсен – Професор Феле
- Бьорн Съндкуист – Алфред
- Мари Блокхус – Хелга
- Никлас Гъндърсен – Джендор
- Елдар Вьоган

## В България
В България филмът излиза по кината на 13 октомври 2023 г. от „Флория Филмс“, разпространен от „Александра Филмс“.

### Нахсинхронен дублаж
| Роля            | Изпълнител             |
| --------------- | ---------------------- |
| Тутсън и Лудиуд | Ивайло Иванов – Играта |
| Аманда          | Радинела Тотева        |
| Язовеца         | Искрен Пецов           |
| Професор Феле   | Илия Деведжиев         |
| Распутин        | Мартин Пашов           |